# Xiangyang
Xiangyang, även känd som Siangyang, är en stad på prefekturnivå i Hubei-provinsen, Folkrepubliken Kina. Den ligger omkring 270 kilometer nordväst om provinshuvudstaden Wuhan.
Orten hette tidigare Xiangfan, men bytte till sitt nuvarande namn 2010.

## Administrativ indelning
Prefekturen Xiangyang indelas i tre stadsdistrikt, tre städer på häradsnivå och tre härad:
- Xiangzhou (襄州区)
- Xiangcheng (襄城区)
- Fancheng (樊城区)
- Zaoyang (枣阳市)
- Yicheng (宜城市)
- Laohekou (老河口市)
- Nanzhang (南漳县)
- Gucheng (谷城县)
- Baokang (保康县)

## Klimat
Genomsnittlig årsnederbörd är 1 060 millimeter. Den regnigaste månaden är augusti, med i genomsnitt 176 mm nederbörd, och den torraste är december, med 19 mm nederbörd.